# Пахом-Ёган
Пахом-Ёган (уст. Пахом-Юган) — река в Шурышкарском районе Ямало-Ненецкого АО. Устье реки находится в 11 км по правому берегу реки Муёган. Длина реки составляет 19 км.

## Данные водного реестра
По данным государственного водного реестра России относится к Нижнеобскому бассейновому округу, водохозяйственный участок реки — Обь от впадения реки Северная Сосьва до города Салехард, речной подбассейн реки — бассейны притоков Оби ниже впадения Северной Сосьвы. Речной бассейн реки — (Нижняя) Обь от впадения Иртыша. Код водного объекта в государственном водном реестре — 15020300112115300030527.